# Елаберед (район)
Елаберед — район зоби (провінції) Ансеба, що в Еритреї. Столиця — місто Елаберед.